# SL Benfica in het seizoen 2023/24
In het seizoen 2023/2024 komt SL Benfica uit in de Portugese Primeira Liga. In dit seizoen zal Benfica ook weer uitkomen in de Taça de Portugal en de Allianz Cup. Door het kampioenschap van Benfica zal de club ook deelnemen aan de Supertaça Cândido de Oliveira en de UEFA Champions League.

## Selectie 2023/2024

### Spelers
| Nr.           | Nat.                | Naam                | Contract tot | Primeira Liga | Primeira Liga | Primeira Liga | Taça de Portugal | Taça de Portugal | Taça de Portugal | Allianz Cup | Allianz Cup | Allianz Cup | UEFA Champions League | UEFA Champions League | UEFA Champions League | UEFA Europa League | UEFA Europa League | UEFA Europa League | Totaal     | Totaal     | Totaal     |
| Nr.           | Nat.                | Naam                | Contract tot | W             |               | Assist        | W                |                  | Assist           | W           |             | Assist      | W                     |                       | Assist                | W                  |                    | Assist             | W          |            | Assist     |
| Doelmannen    | Doelmannen          | Doelmannen          | Doelmannen   | Doelmannen    | Doelmannen    | Doelmannen    | Doelmannen       | Doelmannen       | Doelmannen       | Doelmannen  | Doelmannen  | Doelmannen  | Doelmannen            | Doelmannen            | Doelmannen            | Doelmannen         | Doelmannen         | Doelmannen         | Doelmannen | Doelmannen | Doelmannen |
| ------------- | ------------------- | ------------------- | ------------ | ------------- | ------------- | ------------- | ---------------- | ---------------- | ---------------- | ----------- | ----------- | ----------- | --------------------- | --------------------- | --------------------- | ------------------ | ------------------ | ------------------ | ---------- | ---------- | ---------- |
| 1             | Vlag van Oekraïne   | Anatoliy Trubin     | 2028         | 28            | 0             | 0             | 5                | 0                | 0                | 3           | 0           | 0           | 6                     | 0                     | 0                     | 6                  | 0                  | 0                  | 48         | 0          | 0          |
| 24            | Vlag van Portugal   | Samuel Soares       | 2027         | 5             | 0             | 0             | 1                | 0                | 0                | 0           | 0           | 0           | 0                     | 0                     | 0                     | 0                  | 0                  | 0                  | 6          | 0          | 0          |
| Verdedigers   |                     |                     |              |               |               |               |                  |                  |                  |             |             |             |                       |                       |                       |                    |                    |                    |            |            |            |
| 3             | Vlag van Spanje     | Álvaro Fernandez    | 2024 (huur)  | 11            | 1             | 1             | 1                | 0                | 0                | 1           | 0           | 0           | 0                     | 0                     | 0                     | 3                  | 0                  | 0                  | 16         | 1          | 1          |
| 4             | Vlag van Portugal   | António Silva       | 2027         | 30            | 2             | 0             | 6                | 0                | 0                | 3           | 0           | 0           | 4                     | 0                     | 0                     | 6                  | 0                  | 0                  | 49         | 2          | 0          |
| 5             | Vlag van Brazilië   | Morato              | 2027         | 21            | 0             | 1             | 5                | 0                | 0                | 3           | 0           | 0           | 5                     | 0                     | 0                     | 1                  | 0                  | 0                  | 35         | 0          | 1          |
| 6             | Vlag van Denemarken | Alexander Bah       | 2027         | 19            | 2             | 3             | 3                | 0                | 1                | 0           | 0           | 0           | 3                     | 0                     | 0                     | 6                  | 0                  | 0                  | 31         | 2          | 4          |
| 14            | Vlag van Spanje     | Juan Bernat         | 2024 (huur)  | 3             | 0             | 0             | 1                | 0                | 0                | 1           | 0           | 0           | 2                     | 0                     | 0                     | 0                  | 0                  | 0                  | 7          | 0          | 0          |
| 30            | Vlag van Argentinië | Nicolás Otamendi    | 2025         | 31            | 2             | 1             | 5                | 1                | 0                | 2           | 1           | 0           | 6                     | 0                     | 1                     | 6                  | 0                  | 0                  | 50         | 4          | 2          |
| 44            | Vlag van Portugal   | Tomás Araújo        | 2026         | 13            | 1             | 0             | 1                | 0                | 0                | 3           | 0           | 0           | 3                     | 0                     | 0                     | 0                  | 0                  | 0                  | 20         | 1          | 0          |
| 76            | Vlag van Brazilië   | Gustavo Marques     | 2024 (huur)  | 1             | 0             | 0             | 0                | 0                | 0                | 0           | 0           | 0           | 0                     | 0                     | 0                     | 0                  | 0                  | 0                  | 1          | 0          | 0          |
| 81            | Vlag van Albanië    | Adrian Bajrami      | 2025         | 0             | 0             | 0             | 0                | 0                | 0                | 0           | 0           | 0           | 0                     | 0                     | 0                     | 0                  | 0                  | 0                  | 0          | 0          | 0          |
| 82            | Vlag van Portugal   | Diogo Spencer       | 2025         | 1             | 0             | 0             | 0                | 0                | 0                | 0           | 0           | 0           | 0                     | 0                     | 0                     | 0                  | 0                  | 0                  | 1          | 0          | 0          |
| Middenvelders |                     |                     |              |               |               |               |                  |                  |                  |             |             |             |                       |                       |                       |                    |                    |                    |            |            |            |
| 8             | Vlag van Noorwegen  | Fredrik Aursnes     | 2027         | 33            | 2             | 6             | 6                | 2                | 2                | 3           | 0           | 1           | 6                     | 0                     | 1                     | 6                  | 0                  | 0                  | 54         | 4          | 10         |
| 10            | Vlag van Turkije    | Orkun Kökçü         | 2028         | 27            | 7             | 8             | 4                | 0                | 1                | 2           | 0           | 1           | 5                     | 0                     | 0                     | 4                  | 0                  | 0                  | 42         | 7          | 10         |
| 20            | Vlag van Portugal   | João Mário          | 2026         | 31            | 3             | 1             | 6                | 2                | 2                | 3           | 1           | 1           | 5                     | 3                     | 0                     | 5                  | 0                  | 0                  | 50         | 9          | 4          |
| 61            | Vlag van Portugal   | Florentino          | 2027         | 30            | 0             | 0             | 5                | 0                | 0                | 2           | 0           | 0           | 3                     | 0                     | 0                     | 4                  | 0                  | 0                  | 44         | 0          | 0          |
| 84            | Vlag van Portugal   | João Rêgo           | 2024         | 1             | 0             | 0             | 0                | 0                | 0                | 0           | 0           | 0           | 0                     | 0                     | 0                     | 0                  | 0                  | 0                  | 1          | 0          | 0          |
| 87            | Vlag van Portugal   | João Neves          | 2028         | 33            | 3             | 1             | 6                | 0                | 0                | 3           | 0           | 0           | 6                     | 0                     | 0                     | 6                  | 0                  | 0                  | 54         | 3          | 1          |
| Aanvallers    |                     |                     |              |               |               |               |                  |                  |                  |             |             |             |                       |                       |                       |                    |                    |                    |            |            |            |
| 7             | Vlag van Brazilië   | David Neres         | 2027         | 24            | 5             | 7             | 2                | 0                | 1                | 0           | 0           | 0           | 3                     | 0                     | 0                     | 6                  | 0                  | 1                  | 35         | 5          | 9          |
| 9             | Vlag van Brazilië   | Arthur Cabral       | 2028         | 28            | 6             | 0             | 4                | 3                | 2                | 3           | 1           | 0           | 4                     | 1                     | 0                     | 4                  | 0                  | 0                  | 43         | 11         | 2          |
| 11            | Vlag van Argentinië | Ángel Di María      | 2024         | 28            | 9             | 10            | 5                | 0                | 1                | 3           | 2           | 0           | 5                     | 1                     | 1                     | 6                  | 4                  | 1                  | 47         | 16         | 13         |
| 19            | Vlag van Denemarken | Casper Tengstedt    | 2028         | 17            | 4             | 2             | 4                | 0                | 0                | 2           | 0           | 0           | 4                     | 0                     | 2                     | 4                  | 0                  | 1                  | 31         | 4          | 5          |
| 25            | Vlag van Argentinië | Gianluca Prestianni | 2029         | 1             | 0             | 0             | 0                | 0                | 0                | 0           | 0           | 0           | 0                     | 0                     | 0                     | 0                  | 0                  | 0                  | 1          | 0          | 0          |
| 27            | Vlag van Portugal   | Rafa Silva          | 2024         | 29            | 14            | 11            | 6                | 4                | 1                | 3           | 0           | 1           | 6                     | 2                     | 0                     | 6                  | 2                  | 0                  | 50         | 22         | 13         |
| 32            | Vlag van Argentinië | Benjamín Rollheiser | 2029         | 9             | 1             | 0             | 0                | 0                | 0                | 0           | 0           | 0           | 0                     | 0                     | 0                     | 0                  | 0                  | 0                  | 9          | 1          | 0          |
| 36            | Vlag van Brazilië   | Marcos Leonardo     | 2029         | 14            | 7             | 0             | 2                | 0                | 0                | 1           | 0           | 0           | 0                     | 0                     | 0                     | 4                  | 0                  | 0                  | 21         | 7          | 0          |
| 47            | Vlag van Portugal   | Tiago Gouveia       | 2028         | 13            | 2             | 3             | 5                | 1                | 0                | 3           | 1           | 0           | 3                     | 0                     | 0                     | 2                  | 0                  | 0                  | 26         | 4          | 3          |
| 89            | Vlag van Portugal   | Gustavo Varela      | 2028         | 1             | 0             | 0             | 0                | 0                | 0                | 0           | 0           | 0           | 0                     | 0                     | 0                     | 0                  | 0                  | 0                  | 1          | 0          | 0          |

Laatst bijgewerkt op 17 mei 2024

## Transfers

### Zomer

#### Aangetrokken 2023/24
| Nat. | Naam            | Van                      | Bijzonderheden |
| ---- | --------------- | ------------------------ | -------------- |
| TUR  | Orkun Kökçü     | Feyenoord                | € 25.000.000   |
| BRA  | Arthur Cabral   | Fiorentina               | € 20.000.000   |
| CZE  | David Jurásek   | Slavia Praag             | € 14.000.000   |
| UKR  | Anatoliy Trubin | Shakhtar Donetsk         | € 10.000.000   |
| ARG  | Ángel Di María  | Juventus                 | Transfervrij   |
| POR  | Gonçalo Guedes  | Wolverhampton Wanderers  | Gehuurd        |
| ESP  | Juan Bernat     | Paris Saint-Germain      | Gehuurd        |
| GER  | Julian Weigl    | Borussia Mönchengladbach | Was verhuurd   |
| BRA  | João Victor     | FC Nantes                | Was verhuurd   |
| POR  | Tomás Araújo    | Gil Vicente              | Was verhuurd   |
| POR  | Henrique Araújo | Watford                  | Was verhuurd   |
| SUI  | Haris Seferović | Celta de Vigo            | Was verhuurd   |
| FRA  | Soualiho Meïté  | Cremonese                | Was verhuurd   |
| POR  | Tiago Gouveia   | Estoril                  | Was verhuurd   |
| POR  | Tiago Dantas    | PAOK Saloniki            | Was verhuurd   |
| POR  | Paulo Bernardo  | Paços Ferreira           | Was verhuurd   |
| POR  | Sandro Cruz     | GD Chaves                | Was verhuurd   |

#### Vertrokken 2023/24
| Nat. | Naam                 | Naar                     | Bijzonderheden         |
| ---- | -------------------- | ------------------------ | ---------------------- |
| GER  | Julian Weigl         | Borussia Mönchengladbach | € 7.200.000            |
| GRE  | Odisseas Vlachodimos | Nottingham Forest        | € 4.900.000            |
| BRA  | Gilberto             | EC Bahia                 | € 2.500.000            |
| SRB  | Mihailo Ristić       | Celta de Vigo            | € 1.500.000            |
| ESP  | Alejandro Grimaldo   | Bayer Leverkusen         | Transfervrij           |
| POR  | Sandro Cruz          | GD Chaves                | Transfervrij           |
| SUI  | Haris Seferović      | Al-Wasl                  |                        |
| NOR  | Andreas Schjelderup  | FC Nordsjælland          | Verhuurd (€ 2.500.000) |
| BRA  | Lucas Veríssimo      | Corinthians              | Verhuurd (€ 1.000.000) |
| POR  | Gonçalo Ramos        | Paris Saint-Germain      | Verhuurd               |
| POR  | Tiago Dantas         | AZ                       | Verhuurd               |
| FRA  | Soualiho Meïté       | PAOK Saloniki            | Verhuurd               |
| POR  | Henrique Araújo      | Famalicão                | Verhuurd               |
| POR  | Paulo Bernardo       | Celtic                   | Verhuurd               |
| SUI  | Gonçalo Guedes       | Wolverhampton Wanderers  | Was verhuurd           |
| GER  | Julian Draxler       | Paris Saint-Germain      | Was verhuurd           |

### Winter

#### Aangetrokken 2023/24
| Nat. | Naam                | Van               | Bijzonderheden |
| ---- | ------------------- | ----------------- | -------------- |
| BRA  | Marcos Leonardo     | Santos            | € 18.000.000   |
| ARG  | Gianluca Prestianni | Vélez Sarsfield   | € 9.000.000    |
| ARG  | Benjamín Rollheiser | Estudiantes       | Gehuurd        |
| ESP  | Álvaro Fernandez    | Manchester United | Gehuurd        |
| BRA  | Gabriel Pires       | Botafogo          | Was verhuurd   |

#### Vertrokken 2023/24
| Nat. | Naam            | Naar                    | Bijzonderheden |
| ---- | --------------- | ----------------------- | -------------- |
| CRO  | Petar Musa      | FC Dallas               | € 10.000.000   |
| BRA  | Lucas Veríssimo | Al-Duhail SC            | € 9.000.000    |
| BRA  | João Victor     | Vasco da Gama           | € 6.000.000    |
| POR  | Chiquinho       | Olympiakos              | € 1.000.000    |
| BRA  | Gabriel Pires   | Fluminense              | Transfervrij   |
| CZE  | David Jurásek   | Hoffenheim              | Verhuurd       |
| POR  | Gonçalo Guedes  | Wolverhampton Wanderers | Was gehuurd    |

## Wedstrijden

### Oefenwedstrijden
| Datum      | Wedstrijd               | Uitslag |
| ---------- | ----------------------- | ------- |
| 12-07-2023 | Benfica – Southampton   | 2 – 0   |
| 16-07-2023 | FC Basel – Benfica      | 1 – 3   |
| 20-07-2023 | Benfica – Al-Nassr      | 4 – 1   |
| 21-07-2023 | Benfica – Celta de Vigo | 2 – 0   |
| 25-07-2023 | Benfica – Burnley       | 0 – 2   |
| 30-07-2023 | Feyenoord – Benfica     | 2 – 1   |

### Primeira Liga
| №  | Datum      | Wedstrijd                   | Uitslag |
| -- | ---------- | --------------------------- | ------- |
| 1  | 13-08-2023 | Boavista – Benfica          | 3 – 2   |
| 2  | 19-08-2023 | Benfica – CF Estrela        | 2 – 0   |
| 3  | 26-08-2023 | Gil Vicente – Benfica       | 2 – 3   |
| 4  | 03-09-2023 | Benfica – Vitória Guimarães | 4 – 0   |
| 5  | 16-09-2023 | Vizela – Benfica            | 1 – 2   |
| 6  | 24-09-2023 | Portimonense – Benfica      | 1 – 3   |
| 7  | 29-09-2023 | Benfica – FC Porto          | 1 – 0   |
| 8  | 07-10-2023 | Estoril – Benfica           | 0 – 1   |
| 9  | 29-10-2023 | Benfica – Casa Pia AC       | 1 – 1   |
| 10 | 05-11-2023 | Chaves – Benfica            | 0 – 2   |
| 11 | 12-11-2023 | Benfica – Sporting CP       | 2 – 1   |
| 12 | 03-12-2023 | Moreirense – Benfica        | 1 – 1   |
| 13 | 10-12-2023 | Benfica – Farense           | 1 – 1   |
| 14 | 17-12-2023 | SC Braga – Benfica          | 0 – 1   |
| 15 | 29-12-2023 | Benfica – Famalicão         | 3 – 0   |
| 16 | 07-01-2024 | FC Arouca – Benfica         | 0 – 3   |
| 17 | 14-01-2024 | Benfica – Rio Ave           | 4 – 1   |
| 18 | 21-01-2024 | Benfica – Boavista          | 2 – 0   |
| 19 | 29-01-2024 | CF Estrela – Benfica        | 1 – 4   |
| 20 | 04-02-2024 | Benfica – Gil Vicente       | 3 – 0   |
| 21 | 11-02-2024 | Vitória Guimarães – Benfica | 2 – 2   |
| 22 | 18-02-2024 | Benfica – Vizela            | 6 – 1   |
| 23 | 25-02-2024 | Benfica – Portimonense      | 4 – 0   |
| 24 | 03-03-2024 | FC Porto – Benfica          | 5 – 0   |
| 25 | 10-03-2024 | Benfica – Estoril           | 3 – 1   |
| 26 | 17-03-2024 | Casa Pia AC – Benfica       | 0 – 1   |
| 27 | 29-03-2024 | Benfica – Chaves            | 1 – 0   |
| 28 | 06-04-2024 | Sporting CP – Benfica       | 2 – 1   |
| 29 | 14-04-2024 | Benfica – Moreirense        | 3 – 0   |
| 30 | 22-04-2024 | Farense – Benfica           | 1 – 3   |
| 31 | 27-04-2024 | Benfica – SC Braga          | 3 – 1   |
| 32 | 05-05-2024 | Famalicão – Benfica         | 2 – 0   |
| 33 | 12-05-2024 | Benfica – FC Arouca         | 5 – 0   |
| 34 | 17-05-2024 | Rio Ave – Benfica           | 1 – 1   |

### Taça de Portugal
| Ronde        | Datum      | Wedstrijd              | Uitslag | Totaal |
| ------------ | ---------- | ---------------------- | ------- | ------ |
| Derde ronde  | 20-10-2023 | SC Lusitânia – Benfica | 1 – 4   | 1 – 4  |
| Vierde ronde | 25-11-2023 | Benfica – Famalicão    | 2 – 0   | 2 – 0  |
| Vijfde ronde | 10-01-2024 | Benfica – SC Braga     | 3 – 2   | 3 – 2  |
| Kwartfinale  | 08-02-2024 | Vizela – Benfica       | 1 – 2   | 1 – 2  |
| Halve finale | 29-02-2024 | Sporting CP – Benfica  | 2 – 1   | 4 – 3  |
| Halve finale | 03-04-2024 | Benfica – Sporting CP  | 2 – 2   | 4 – 3  |

### Allianz Cup
| Ronde        | Wedstrijd    | Datum      | Wedstrijd           | Uitslag            | Totaal             |
| ------------ | ------------ | ---------- | ------------------- | ------------------ | ------------------ |
| Groepsfase   | 1            | 31-10-2023 | FC Arouca – Benfica | 0 – 2              | 1e                 |
| Groepsfase   | 2            | 21-12-2023 | Benfica – AVS       | 4 – 1              | 1e                 |
| Halve finale | Halve finale | 24-01-2024 | Benfica – Estoril   | 1 – 1 (4 – 5 n.s.) | 1 – 1 (4 – 5 n.s.) |

### Supertaça Cândido de Oliveira
| Ronde  | Datum      | Wedstrijd          | Uitslag |
| ------ | ---------- | ------------------ | ------- |
| Finale | 09-08-2023 | Benfica – FC Porto | 2 – 0   |

### UEFA Champions League
| Ronde      | Wedstrijd | Datum      | Wedstrijd                   | Uitslag | Totaal |
| ---------- | --------- | ---------- | --------------------------- | ------- | ------ |
| Groepsfase | 1         | 20-09-2023 | Benfica – Red Bull Salzburg | 0 – 2   | 3e     |
| Groepsfase | 2         | 03-10-2023 | Internazionale – Benfica    | 1 – 0   | 3e     |
| Groepsfase | 3         | 24-10-2023 | Benfica – Real Sociedad     | 0 – 1   | 3e     |
| Groepsfase | 4         | 08-11-2023 | Real Sociedad – Benfica     | 3 – 1   | 3e     |
| Groepsfase | 5         | 29-11-2023 | Benfica – Internazionale    | 3 – 3   | 3e     |
| Groepsfase | 6         | 12-12-2023 | Red Bull Salzburg – Benfica | 1 – 3   | 3e     |

### UEFA Europa League
| Ronde       | Wedstrijd | Datum      | Wedstrijd           | Uitslag            | Totaal |
| ----------- | --------- | ---------- | ------------------- | ------------------ | ------ |
| Tussenronde | 1         | 15-02-2024 | Benfica – Toulouse  | 2 – 1              | 2 – 1  |
| Tussenronde | 2         | 22-02-2024 | Toulouse – Benfica  | 0 – 0              | 2 – 1  |
| Laatste 16  | 1         | 07-03-2024 | Benfica – Rangers   | 2 – 2              | 3 – 2  |
| Laatste 16  | 2         | 14-03-2024 | Rangers – Benfica   | 0 – 1              | 3 – 2  |
| Laatste 16  | 1         | 11-04-2024 | Benfica – Marseille | 2 – 1              | 2 – 2  |
| Laatste 16  | 2         | 18-04-2024 | Marseille – Benfica | 1 – 0 (4 – 2 n.s.) | 2 – 2  |

## Statistieken

### Tussenstand in Portugese Liga Portugal
| Stand | Gespeeld | Gewonnen | Gelijk | Verloren | Punten | Doelpunten voor | Doelpunten tegen | Gele kaarten | Twee gele kaarten | Rode kaarten |
| ----- | -------- | -------- | ------ | -------- | ------ | --------------- | ---------------- | ------------ | ----------------- | ------------ |
| 2e    | 34       | 25       | 5      | 4        | 80     | 77              | 28               | 63           | 2                 | 1            |

### Punten, stand en doelpunten per speelronde
| Speelronde                            | 1   | 2   | 3  | 4  | 5  | 6  | 7   | 8   | 9   | 10  | 11  | 12  | 13  | 14  | 15  | 16  | 17  | 18  | 19  | 20  | 21  | 22  | 23  | 24  | 25  | 26  | 27  | 28  | 29  | 30  | 31  | 32  | 33  | 34  | Totaal |
| ------------------------------------- | --- | --- | -- | -- | -- | -- | --- | --- | --- | --- | --- | --- | --- | --- | --- | --- | --- | --- | --- | --- | --- | --- | --- | --- | --- | --- | --- | --- | --- | --- | --- | --- | --- | --- | ------ |
| Aantal punten per speelronde          | 0   | 3   | 3  | 3  | 3  | 3  | 3   | 3   | 1   | 3   | 3   | 1   | 1   | 3   | 3   | 3   | 3   | 3   | 3   | 3   | 1   | 3   | 3   | 0   | 3   | 3   | 3   | 0   | 3   | 3   | 3   | 0   | 3   | 1   | 80     |
| Aantal punten na speelronde           | 0   | 3   | 6  | 9  | 12 | 15 | 18  | 21  | 22  | 25  | 28  | 29  | 30  | 33  | 36  | 39  | 42  | 45  | 48  | 51  | 52  | 55  | 58  | 58  | 61  | 64  | 67  | 67  | 70  | 73  | 76  | 76  | 79  | 80  | 80     |
| Stand na speelronde                   | 12e | 10e | 5e | 4e | 2e | 2e | 2e  | 2e  | 2e  | 2e  | 1e  | 2e  | 3e  | 2e  | 2e  | 2e  | 2e  | 2e  | 2e  | 2e  | 2e  | 2e  | 2e  | 2e  | 2e  | 2e  | 2e  | 2e  | 2e  | 2e  | 2e  | 2e  | 2e  | 2e  | 2e     |
| Aantal doelpunten per speelronde      | 2   | 2   | 3  | 4  | 2  | 3  | 1   | 1   | 1   | 2   | 2   | 0   | 1   | 1   | 3   | 3   | 4   | 2   | 4   | 3   | 2   | 6   | 4   | 0   | 3   | 1   | 1   | 1   | 3   | 3   | 3   | 0   | 5   | 1   | 77     |
| Aantal tegendoelpunten per speelronde | 3   | 0   | 2  | 0  | 1  | 1  | 0   | 0   | 1   | 0   | 1   | 0   | 1   | 0   | 0   | 0   | 1   | 0   | 1   | 0   | 2   | 1   | 0   | 5   | 1   | 0   | 0   | 2   | 0   | 1   | 1   | 2   | 0   | 1   | 28     |
| Doelsaldo na speelronde               | –1  | +1  | +2 | +6 | +7 | +9 | +10 | +11 | +11 | +13 | +14 | +14 | +14 | +15 | +18 | +21 | +24 | +26 | +29 | +32 | +32 | +37 | +41 | +36 | +38 | +39 | +40 | +39 | +42 | +44 | +46 | +44 | +49 | +49 | +49    |

### Topscorers
| Nr.                           | Naam                          | Goal |
| ----------------------------- | ----------------------------- | ---- |
| 1.                            | Rafa Silva                    | 14   |
| 2.                            | Ángel Di María                | 9    |
| 3.                            | Orkun Kökçü                   | 7    |
| 3.                            | Marcos Leonardo               | 7    |
| 4.                            | Arthur Cabral                 | 6    |
| 5.                            | Petar Musa                    | 5    |
| 5.                            | David Neres                   | 5    |
| 6.                            | Casper Tengstedt              | 4    |
| 7.                            | João Mário                    | 3    |
| 7.                            | João Neves                    | 3    |
| 8.                            | Fredrik Aursnes               | 2    |
| 8.                            | Alexander Bah                 | 2    |
| 8.                            | Tiago Gouveia                 | 2    |
| 8.                            | Nicolás Otamendi              | 2    |
| 8.                            | António Silva                 | 2    |
| 9.                            | Tomás Araújo                  | 1    |
| 9.                            | Álvaro Fernandez              | 1    |
| 9.                            | Benjamín Rollheiser           | 1    |
| Eigen doelpunten tegenstander | Eigen doelpunten tegenstander | 1    |
| Totaal                        | Totaal                        | 77   |

| Nr.                           | Naam                          | Goal |
| ----------------------------- | ----------------------------- | ---- |
| 1.                            | Rafa Silva                    | 4    |
| 2.                            | Arthur Cabral                 | 3    |
| 3.                            | Fredrik Aursnes               | 2    |
| 3.                            | João Mário                    | 2    |
| 4.                            | Tiago Gouveia                 | 1    |
| 4.                            | Nicolás Otamendi              | 1    |
| Eigen doelpunten tegenstander | Eigen doelpunten tegenstander | 1    |
| Totaal                        | Totaal                        | 14   |

| Nr.                           | Naam                          | Goal |
| ----------------------------- | ----------------------------- | ---- |
| 1.                            | Ángel Di María                | 2    |
| 2.                            | Arthur Cabral                 | 1    |
| 2.                            | Tiago Gouveia                 | 1    |
| 2.                            | João Mário                    | 1    |
| 2.                            | Nicolás Otamendi              | 1    |
| Eigen doelpunten tegenstander | Eigen doelpunten tegenstander | 1    |
| Totaal                        | Totaal                        | 7    |

| Nr.                           | Naam                          | Goal |
| ----------------------------- | ----------------------------- | ---- |
| 1.                            | João Mário                    | 3    |
| 2.                            | Rafa Silva                    | 2    |
| 3.                            | Arthur Cabral                 | 1    |
| 3.                            | Ángel Di María                | 1    |
| Eigen doelpunten tegenstander | Eigen doelpunten tegenstander | 0    |
| Totaal                        | Totaal                        | 7    |

| UEFA Europa League \| Nr. \| Naam \| \| \| ----------------------------- \| ----------------------------- \| - \| \| 1. \| Ángel Di María \| 4 \| \| 2. \| Rafa Silva \| 2 \| \| Eigen doelpunten tegenstander \| Eigen doelpunten tegenstander \| 1 \| \| Totaal \| Totaal \| 7 \| |                               |      |
| Nr. | Naam                          | Goal |
| 1. | Ángel Di María                | 4    |
| 2. | Rafa Silva                    | 2    |
| Eigen doelpunten tegenstander | Eigen doelpunten tegenstander | 1    |
| Totaal | Totaal                        | 7    |

Gedurende het seizoen verkocht of verhuurd

### Assists
| Nr.    | Naam             | Assist |
| ------ | ---------------- | ------ |
| 1.     | Rafa Silva       | 11     |
| 2.     | Ángel Di María   | 10     |
| 3.     | Orkun Kökçü      | 8      |
| 4.     | David Neres      | 7      |
| 5.     | Fredrik Aursnes  | 6      |
| 6.     | Alexander Bah    | 3      |
| 6.     | Tiago Gouveia    | 3      |
| 7.     | Petar Musa       | 2      |
| 7.     | Casper Tengstedt | 2      |
| 8.     | Álvaro Fernandez | 1      |
| 8.     | João Mário       | 1      |
| 8.     | Morato           | 1      |
| 8.     | João Neves       | 1      |
| 8.     | Nicolás Otamendi | 1      |
| Totaal | Totaal           | 57     |

| Nr.    | Naam            | Assist |
| ------ | --------------- | ------ |
| 1.     | Fredrik Aursnes | 2      |
| 1.     | Arthur Cabral   | 2      |
| 1.     | João Mário      | 2      |
| 2.     | Alexander Bah   | 1      |
| 2.     | Chiquinho       | 1      |
| 2.     | Gonçalo Guedes  | 1      |
| 2.     | Orkun Kökçü     | 1      |
| 2.     | Ángel Di María  | 1      |
| 2.     | David Neres     | 1      |
| 2.     | Rafa Silva      | 1      |
| Totaal | Totaal          | 13     |

| Nr.    | Naam            | Assist |
| ------ | --------------- | ------ |
| 1.     | Fredrik Aursnes | 1      |
| 1.     | Orkun Kökçü     | 1      |
| 1.     | João Mário      | 1      |
| 1.     | Rafa Silva      | 1      |
| Totaal | Totaal          | 4      |

| Nr.    | Naam             | Assist |
| ------ | ---------------- | ------ |
| 1.     | Casper Tengstedt | 2      |
| 2.     | Fredrik Aursnes  | 1      |
| 2.     | Ángel Di María   | 1      |
| 2.     | Nicolás Otamendi | 1      |
| Totaal | Totaal           | 5      |

| UEFA Europa League \| Nr. \| Naam \| \| \| ------ \| ---------------- \| - \| \| 1. \| Ángel Di María \| 1 \| \| 2. \| David Neres \| 1 \| \| 2. \| Casper Tengstedt \| 1 \| \| Totaal \| Totaal \| 3 \| |                  |        |
| Nr. | Naam             | Assist |
| 1. | Ángel Di María   | 1      |
| 2. | David Neres      | 1      |
| 2. | Casper Tengstedt | 1      |
| Totaal | Totaal           | 3      |

Gedurende het seizoen verkocht of verhuurd